# Centrum Informacji Naukowej i Biblioteka Akademicka
Centrum Informacji Naukowej i Biblioteka Akademicka (CINiBA) – wspólna biblioteka akademicka dwóch katowickich uczelni: Uniwersytetu Ekonomicznego (Biblioteka Główna Uniwersytetu Ekonomicznego w Katowicach) i Uniwersytetu Śląskiego (Biblioteka Uniwersytetu Śląskiego), co czyni z niej jedyną tego rodzaju instytucję w Polsce. CINiBA jest tzw. biblioteką hybrydową umożliwiającą m.in. gromadzenie i udostępnianie równolegle wszystkich typów dokumentów, niezależnie od nośnika, na jakim się znajdują. W Centrum Informacji Naukowej i Bibliotece Akademickiej zgromadzonych zostanie około 1,8 mln woluminów. Biblioteka została uruchomiona w 2012 roku. Dyrektorem CINiB-y jest dyrektor Biblioteki Uniwersytetu Śląskiego, prof. dr hab. Dariusz Pawelec, który jako kierownik Projektu Centrum Informacji Naukowej i Biblioteka Akademicka nadzorował w całości jego realizację (2008-2012). CINiBA, obok typowej funkcji biblioteki uniwersyteckiej, pełni także rolę miejsca wystaw, spotkań kulturalnych, konferencji naukowych i relaksu dostępnego dla ogółu.

## Finansowanie CINiB-y
Projekt CINiBA był współfinansowany przez Unię Europejską z Europejskiego Funduszu Rozwoju Regionalnego w ramach RPO WSL 2007-2013 oraz z budżetów samorządu Województwa Śląskiego, Miasta Katowice, Ministerstwa Nauki i Szkolnictwa Wyższego, Uniwersytetu Ekonomicznego w Katowicach, Uniwersytetu Śląskiego w Katowicach, realizowany przez konsorcjum Uniwersytetu Ekonomicznego w Katowicach i Uniwersytetu Śląskiego w Katowicach.
Wartość projektu to ok. 80 mln zł, w tym ok. 53 mln zł z EFRR.

## Charakterystyka CINiB-y

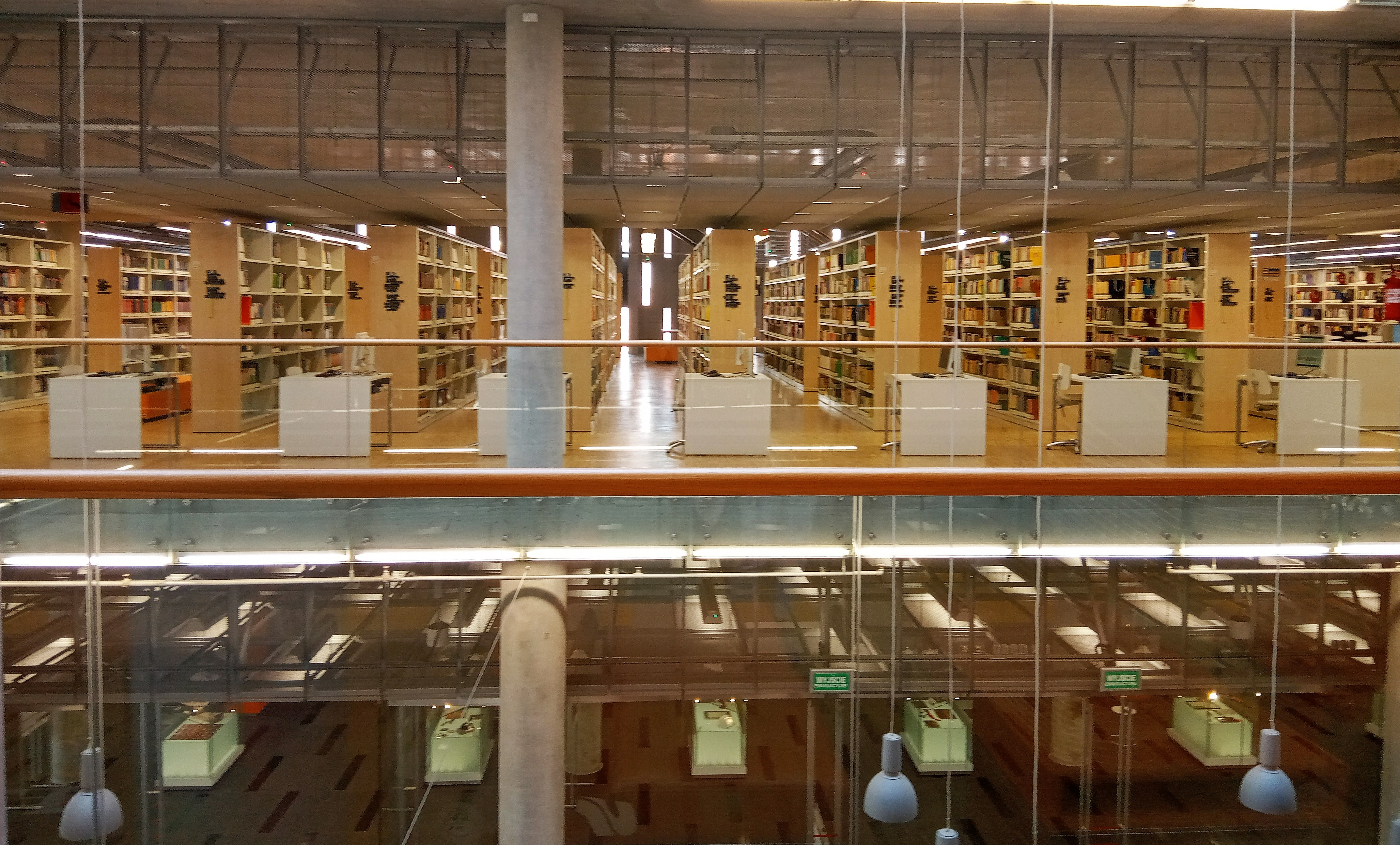
Parter i pierwsze piętro strefy otwartego dostępu (2022)

Na powierzchni zabudowy w kształcie prostokąta o wymiarach 63,75 m x 46,25 m znajduje się jednolita 3-kondygnacyjna bryła ogólnodostępnej części, obejmująca:
- magazyn zwarty obu bibliotek w kondygnacji podziemnej,

- na parterze hol główny, do którego przylegają czytelnie i wypożyczalnie, sala konferencyjna na około 90 osób, sala dydaktyczna na około 30 osób oraz pomieszczenia towarzyszące,
- na I i II piętrze otwarte jednoprzestrzenne księgozbiory, stanowiące zarazem wypożyczalnie przeznaczone dla czytelników pod nadzorem bibliotekarzy, czytelnie główne i specjalistyczne oraz pomieszczenia dla bibliotekarzy i pracowników zaplecza administracyjnego.

Nad tą częścią budynku zlokalizowana jest mniejsza bryła o wysokości 14,3 m, również na rzucie prostokąta o wymiarach 48,75 m x 16,25 m, obejmująca:
- na III piętrze pomieszczenia dla pracowników działu gromadzenia i opracowania zbiorów,
- na IV i V piętrze magazyny Biblioteki Uniwersytetu Śląskiego, zamknięte dla czytelników, w tym na IV piętrze magazyn zbiorów nietypowych, a na V piętrze m.in. starszy księgozbiór oraz najcenniejsze zbiory.

W nowym budynku Centrum Informacji Naukowej i Biblioteki Akademickiej przewidziano możliwość zgromadzenia i magazynowania około 1,8 mln woluminów. W pierwszym okresie funkcjonowania Centrum zgromadzonych zostało około 800 tys. woluminów.

### Podstawowe dane charakteryzujące gmach CINiB-y
- powierzchnia całkowita – 13 260,49 m²
- powierzchnia użytkowa – 12 273,40 m²
- kubatura obiektu – 62 560 m³[7]

## Lokalizacja
CINiBA jest zlokalizowana w centrum miasta Katowice, przy ulicy Bankowej, w bezpośrednim sąsiedztwie istniejących zabudowań głównego kampusu Uniwersytetu Śląskiego i Uniwersytetu Ekonomicznego.

## Historia „Projektu CINiBA”
24 marca 2003 – Rozstrzygnięto dwuetapowy konkurs Stowarzyszenia Architektów Polskich (SARP) na opracowanie koncepcji Centrum Informacji Naukowej i Biblioteki Uniwersyteckiej Uniwersytetu Śląskiego. Zwyciężył zespół architektów z Koszalina i Radomia w składzie: Dariusz Herman, Piotr Śmierzewski (współautorzy) oraz Rafał Sobieraj, Wojciech Subalski, Dariusz Cyparski (współpracownicy).
21 kwietnia 2008 – Uniwersytet Śląski w Katowicach i Uniwersytet Ekonomiczny w Katowicach zawiązują konsorcjum.
8 lipca 2008 – pomiędzy Zarządem Województwa Śląskiego a Uniwersytetem Śląskim w Katowicach została zawarta umowa o dofinansowaniu projektu Centrum Informacji Naukowej i Biblioteka Akademicka, w ramach Regionalnego Programu Operacyjnego Województwa Śląskiego na lata 2007-2013 (Priorytet VI Zrównoważony rozwój miast, Działanie 6.1 Wzmacnianie regionalnych ośrodków wzrostu). Liderem projektu został Uniwersytet Śląski, a partnerem Uniwersytet Ekonomiczny.
7 sierpnia 2009 – podpisanie umowy na wykonanie budowy budynku Centrum Informacji Naukowej i Biblioteka Akademicka pomiędzy Uniwersytetem Śląskim, Uniwersytetem Ekonomicznym, a generalnym wykonawcą – Konsorcjum Mostostal Warszawa.
27 września 2012 – uruchomienie biblioteki dla czytelników.
12 października 2012 – otwarcie obiektu.